# Filippingrodmun
Filippingrodmun (Batrachostomus septimus) är en fågel i familjen grodmunnar.

## Utseende och läte
Filippingrodmunnen är en medelstor nattlevande fågel. Den är mycket väl kamouflerad och vilande fågel dagtid ser ut som en avbruten trädgren. Arten förekommer i en roströd och en gråbrun form, med intermediära mellanformer. Fjäderdräkten är mörkare på vingarna, med oregelbunden tvärbandning på vingar och stjärt samt fina tvärband på buken. Karakteristiskt är även ett brutet vitt bröstband och vita fläckar på vingarna. Honan liknar hanen men det vita halsbandet är smalare där bak. Bland lätena hörs olika sorters raspiga ljud, bland annat ett fallande "gow!".

## Utbredning och systematik
Filippingrodmun förekommer i Filippinerna och delas in i tre underarter med följande utbredning:
- Batrachostomus septimus microrhynchus – bergstrakter på Luzon och Catanduanes)
- Batrachostomus septimus menagei – Negros och Panay
- Batrachostomus septimus septimus –– Basilan, Mindanao, Leyte, Bohol och Samar

## Status och hot
Arten har ett stort utbredningsområde och en stor population, men tros minska i antal på grund av habitatförstörelse, dock inte tillräckligt kraftigt för att den ska betraktas som hotad. Internationella naturvårdsunionen IUCN listar därför arten som livskraftig (LC).